# Langesund
Langesund est une ville de Norvège située dans la municipalité de Bamble du Comté de Telemark.

## Démographie
Cette ville compte environ 5 500 habitants.

## Personnalités liées à la commune
- Marie Høeg (1866-1949), photographe et suffragette norvégienne.

## Histoire et personnages célèbres
Langesund est une ville avec de longues traditions maritimes et était autrefois l'une des villes les plus importantes de la Norvège en matière de navigation. 
Langesund est devenu un lieu de douane en 1570, et dans les années 1580, il était le plus grand port d'exportation de bois en Norvège. De 1602 à 1635 environ, les Hollandais exploitèrent une usine de sel que le roi Christian 4 construisit à Langøya pour purifier le sel importé. À la fin des années 1600, une importante construction navale a commencé et lorsque la charge de bois a cessé, la construction navale et le transport maritime sont devenus les industries les plus importantes de la ville (voir l'atelier mécanique de Langesund).
Le bureau de douane de Langesund a été fermé en 1962.
Il y a plusieurs personnes bien connues à Langeusnd, comme Vidar Busk, un musicien et artiste. Kjell Bohlin a été maire de Bamble et gouverneur du comté de Telemark de 1989 à 1998. L'influenceur de Instagram Jens Kulås. Atle Selberg était un professeur et mathématicien de renom.